# Narodnooslobodilački pokret
Pojam narodnooslobodilački pokret, u općem smislu koristi se za političke pokrete koji vode borbu za narodno odnosno nacionalno oslobođenje od "nenarodnih" vlasti: diktatorskoga režima, okupatorskoga ili kvislinškoga režima, ili od kolonijalne vlasti. U pravilu, pojam se koristi za pokrete koji vode gerilski, odnosno narodnooslobodilački rat. Pojam pokret otpora ima šire značenje.

## Oslobodilački pokreti u svijetu
Kovanica "narodnooslobodilački" odnosno "nacionalnooslobodilački", ili samo "oslobodilački" uz ime konkretnog naroda/nacije, nalazila se i još se nalazi u imenima mnogih političkih pokreta, organizacija, vojski: Narodnooslobodilački pokret Južnog Vijetnama (Viet-kong), Alžirski Fronta nacionalnoga oslobođenja (FLN), Palestinska oslobodilačka organizacija (PLO), Oslobodilačka vojska Kosova (OVK), Narodnooslobodilačka fronta Šri Lanke (JVP) i ini.

## Narodnooslobodilački pokret u Jugoslaviji 1941. – 1945.
Posebno, u hrvatskoj i jugoslavenskoj povijesti, pojam "Narodnooslobodilački pokret" (NOP) odnosi se na pokret na čelu s Komunističkom partijom Jugoslavije (KPJ) za vrijeme Drugog svjetskog rata, 1941. – 1945.
Termin "narodno oslobođenje" označavao je u komunističkoj terminologiji oslobođenje svih naroda i narodnosti Jugoslavije od okupatora, ali također i borbu protiv srpskih, hrvatskih i slovenskih »reakcionarnih kapitalističkih klika«, koje žele »pomoću engleskoga imperijalizma uspostaviti ono staro stanje koje je upropastilo narode Jugoslavije«. Značio je također borbu za »bratstvo naroda Jugoslavije i svih naroda na Balkanu« i »čuvanje jedinstva radničke klase«. Tako već prije početka ustanka proklamiran cilj provođenja socijalističke revolucije istovremeno s borbom protiv okupatora (»nacionalno i socijalno oslobođenje«). (Vidi članak Narodnooslobodilački rat za objašnjenje razlike prema pojmu Pokret otpora.) Kasnije je taj cilj u službenim dokumentima iz taktičkih razloga prikrivan, ali je u svakodnevnoj promidžbi imao golem značaj i utjecaj na mase. Dosljedno suprotstavljanje svima koji su širili međunacionalnu mržnju i poduzimali međusobne pokolje (»bratoubilački rat«) imalo je također velik značaj i s vremenom je privuklo masovnu podršku. Četnici, ustaše i belogardejci zbog provođenja terora gube podršku i u svojim narodima.
Pokret se kroz godine rata sve uspješnije razvijao na svim područjima predratne Kraljevine Jugoslavije.
Kao vojne jedinice osnovani su narodnooslobodilački partizanski odredi, koji u studenome 1942. godine prerastaju u Narodnooslobodilačku vojsku Jugoslavije.
Pokret je, osim u Sloveniji, nastao na inicijativu KPJ i od početka je pod čvrstom kontrolom komunističkih vođa. Partija uspijeva mobilizirati široku potporu, pa u pokret ulaze i predstavnici »građanskih« političkih stranaka (npr. lijevo krilo Hrvatske seljačke stranke) i održava se privid političkog pluralizma. Uz iskazanu značajnu vojnu snagu i uspješnost, te dokaze o kvislinškom djelovanju četnika, to je pomoglo prihvaćanju NOP-a među zapadnim saveznicima (SAD i Velika Britanija).
Sporazum Tito-Šubašić vodio je do formiranja koalicijske vlade Demokratske federativne Jugoslavije 7. ožujka 1945. godine, koja je faktički značila potpuni politički trijumf NOP-a, odnosno KPJ. Narodnooslobodilačka vojska preimenovana je u Jugoslavensku armiju i postala legalna državna vojska.
Za vrijeme rata i poraća, partizani su se s poraženim protivnicima, ali i s civilima, krvavo obračunavali (sustavna masovna ubojstva kao što su Bleiburški pokolj, Pokolj na Kočevskom Rogu, Barbarin rov, i drugi). KPJ je ubrzo terorom onemogućila djelovanje svake oporbe, što je uključivalo progone te zatvorske i smrtne kazne.

### Osvobodilna fronta u Sloveniji
U Sloveniji, ustanak je započela Osvobodilna fronta kao savez desetak stranaka i organizacija među kojima je i Komunistička partija Slovenije. Komunisti postepeno preuzimaju kontrolu i prisiljavaju ostale na prihvaćanje Osvobodilne fronte kao jedinstvene, a ne koalicijske organizacije, gdje komunisti, kao i drugdje, ostaju jedina autonomno organizirana snaga.

### Sudionici NOP-a i sudionici NOB-a
Poslije rata, svi koji su sudjelovali u nekim oblicima otpora nazivani su "učesnici (sudionici) NOP-a", dok su oni koji su sudjelovali u borbama kao partizani nazivani "učesnici (sudionici) NOB-a" ("narodnooslobodilačke borbe"). Svaki sudionik NOB-a je i sudionik NOP-a, ali ne i obrnuto.